# Phil Keaggy
Philip Tyler "Phil" Keaggy (23 de marzo de 1951 en Ohio, Estados Unidos) es un guitarrista y cantante cristiano que ha grabado más de 50 discos y ha contribuido en muchas producciones de música cristiana contemporánea. Tiene dos nominaciones al premio Grammy en la categoría de Mejor Álbum de Gospel. Ha sido nombrado como uno de los mejores guitarristas por la Revista Guitar Player.

## Discografía seleccionada

### Álbumes de estudio y directos
- What a Day, 1973
- Love Broke Thru, 1976
- Emerging Phil Keaggy Band, 1977
- The Master and the Musician, 1978
- Ph'lip Side, 1980
- Town to Town, 1981
- Play thru Me, 1982
- Underground, 1983
- Getting Closer!, 1985
- Way Back Home, 1986
- The Wind and the Wheat, 1987
- Phil Keaggy and Sunday's Child, 1988
- Find Me in These Fields, 1990
- Beyond Nature, 1991
- Revelator, 1993
- Crimson and Blue, 1993
- Blue, 1994
- Way Back Home, 1994
- True Believer, 1995
- Acoustic Sketches, 1996
- 220, 1996
- On the Fly, 1997
- Phil Keaggy, 1998
- Premium Jams, 1999
- Music to Paint By: Still Life, 1999
- Songs for Israel, 2010